# Borstel-Hohenraden
Borstel-Hohenraden è un comune di 2 458 abitanti dello Schleswig-Holstein, in Germania.
Appartiene al circondario (Kreis) di Pinneberg (targa PI) ed è parte della comunità amministrativa (Amt) di Pinnau.